# Sindaci di Darmstadt
Di seguito l'elenco cronologico dei sindaci di Darmstadt e delle altre figure apicali equivalenti che si sono succedute nel corso della storia.

## Impero Tedesco (1871-1918)
| Sindaci (Bürgermeister/Oberbürgermeister) (1871-1886) | Sindaci (Bürgermeister/Oberbürgermeister) (1871-1886) | Sindaci (Bürgermeister/Oberbürgermeister) (1871-1886) | Sindaci (Bürgermeister/Oberbürgermeister) (1871-1886) | Sindaci (Bürgermeister/Oberbürgermeister) (1871-1886) |
| Nominativo                                            | Partito                                               | Partito                                               | Mandato                                               | Mandato                                               |
| Nominativo                                            | Partito                                               | Partito                                               | Inizio                                                | Fine                                                  |
| ----------------------------------------------------- | ----------------------------------------------------- | ----------------------------------------------------- | ----------------------------------------------------- | ----------------------------------------------------- |
| Johann Adam Fuchs                                     | –                                                     | –                                                     | 1871                                                  | 1874                                                  |
| Albrecht Ohly                                         | –                                                     | –                                                     | 1874                                                  | 20 dicembre 1891                                      |
| Adolf Morneweg                                        | –                                                     | –                                                     | 1891                                                  | 9 giugno 1909                                         |
| Wilhelm Glässing                                      | –                                                     | –                                                     | 25 novembre 1909                                      | 1918                                                  |

## Repubblica di Weimar (1918-1933)
| Sindaci (Oberbürgermeister) (1918-1933) | Sindaci (Oberbürgermeister) (1918-1933) | Sindaci (Oberbürgermeister) (1918-1933) | Sindaci (Oberbürgermeister) (1918-1933) | Sindaci (Oberbürgermeister) (1918-1933) |
| Nominativo                              | Partito                                 | Partito                                 | Mandato                                 | Mandato                                 |
| Nominativo                              | Partito                                 | Partito                                 | Inizio                                  | Fine                                    |
| --------------------------------------- | --------------------------------------- | --------------------------------------- | --------------------------------------- | --------------------------------------- |
| Wilhelm Glässing                        | –                                       | –                                       | 1918                                    | 10 marzo 1929                           |
| Rudolf Mueller                          |                                         | Partito Democratico Tedesco             | 1929                                    | 31 marzo 1933                           |

## Germania nazista (1933-1945)
| Sindaci (Oberbürgermeister) nominati dal governo (1933-1945) | Sindaci (Oberbürgermeister) nominati dal governo (1933-1945) | Sindaci (Oberbürgermeister) nominati dal governo (1933-1945) | Sindaci (Oberbürgermeister) nominati dal governo (1933-1945) | Sindaci (Oberbürgermeister) nominati dal governo (1933-1945) |
| Nominativo                                                   | Partito                                                      | Partito                                                      | Mandato                                                      | Mandato                                                      |
| Nominativo                                                   | Partito                                                      | Partito                                                      | Inizio                                                       | Fine                                                         |
| ------------------------------------------------------------ | ------------------------------------------------------------ | ------------------------------------------------------------ | ------------------------------------------------------------ | ------------------------------------------------------------ |
| Robert Barth (Commissario)                                   |                                                              | Partito Nazionalsocialista Tedesco dei Lavoratori            | 31 marzo 1933                                                | maggio 1933                                                  |
| Heinrich Müller                                              |                                                              | Partito Nazionalsocialista Tedesco dei Lavoratori            | maggio 1933                                                  | gennaio 1934                                                 |
| Otto Wamboldt                                                |                                                              | Partito Nazionalsocialista Tedesco dei Lavoratori            | gennaio 1934                                                 | marzo 1945                                                   |

## Zona di occupazione statunitense (1945-1949)
| Ludwig Metzger |  | Partito Socialdemocratico di Germania | 1945 | 1949 |

## Repubblica Federale di Germania (dal 1949)
| Sindaci (Oberbürgermeister) eletti dal Consiglio cittadino (1949-1993)   | Sindaci (Oberbürgermeister) eletti dal Consiglio cittadino (1949-1993) | Sindaci (Oberbürgermeister) eletti dal Consiglio cittadino (1949-1993) | Sindaci (Oberbürgermeister) eletti dal Consiglio cittadino (1949-1993) | Sindaci (Oberbürgermeister) eletti dal Consiglio cittadino (1949-1993) | Sindaci (Oberbürgermeister) eletti dal Consiglio cittadino (1949-1993) | Sindaci (Oberbürgermeister) eletti dal Consiglio cittadino (1949-1993) |
| Nominativo                                                               | Partito                                                                | Partito                                                                | Mandato                                                                | Mandato                                                                | Elezione                                                               |                                                                        |
| Nominativo                                                               | Partito                                                                | Partito                                                                | Inizio                                                                 | Fine                                                                   | Elezione                                                               |                                                                        |
| ------------------------------------------------------------------------ | ---------------------------------------------------------------------- | ---------------------------------------------------------------------- | ---------------------------------------------------------------------- | ---------------------------------------------------------------------- | ---------------------------------------------------------------------- | ---------------------------------------------------------------------- |
| Ludwig Metzger                                                           |                                                                        | Partito Socialdemocratico di Germania                                  | 1949                                                                   | 1951                                                                   | ?                                                                      |                                                                        |
| Ludwig Engel                                                             |                                                                        | Partito Socialdemocratico di Germania                                  | 1951                                                                   | 1971                                                                   | ?                                                                      |                                                                        |
| Heinz Winfried Sabais                                                    |                                                                        | Partito Socialdemocratico di Germania                                  | 1971                                                                   | 11 marzo 1981                                                          | ?                                                                      |                                                                        |
| Günther Metzger                                                          |                                                                        | Partito Socialdemocratico di Germania                                  | 1981                                                                   | 1993                                                                   | ?                                                                      |                                                                        |
| Sindaci (Oberbürgermeister) eletti direttamente dai cittadini (dal 1993) |                                                                        |                                                                        |                                                                        |                                                                        |                                                                        |                                                                        |
| Nominativo                                                               | Partito                                                                | Partito                                                                | Mandato                                                                | Mandato                                                                | Elezione                                                               |                                                                        |
| Nominativo                                                               | Partito                                                                | Partito                                                                | Inizio                                                                 | Fine                                                                   | Elezione                                                               |                                                                        |
| Peter Benz                                                               |                                                                        | Partito Socialdemocratico di Germania                                  | 1993                                                                   | 2005                                                                   | Elezione 1993                                                          |                                                                        |
| Peter Benz                                                               | Elezione 1999                                                          | Partito Socialdemocratico di Germania                                  | 1993                                                                   | 2005                                                                   |                                                                        |                                                                        |
| Walter Hoffmann                                                          |                                                                        | Partito Socialdemocratico di Germania                                  | giugno 2005                                                            | 21 giugno 2011                                                         | Elezione 2005                                                          |                                                                        |
| Jochen Partsch                                                           |                                                                        | Alleanza 90/I Verdi                                                    | 21 giugno 2011                                                         | in carica                                                              | Elezione 2011                                                          |                                                                        |
| Jochen Partsch                                                           | Elezione 2017                                                          | Alleanza 90/I Verdi                                                    | 21 giugno 2011                                                         | in carica                                                              |                                                                        |                                                                        |